# الأول (أسماء الله الحسنى)
الأول هو من أسماء الله الحسنى، ومعناه: الذي لم يسبقه شيء، فلا شيء قبله، فعن عمران بن الحصين أن النبي قَال: «كَانَ اللهُ وَلمْ يَكُنْ شَيْءٌ قَبْلهُ ، وَكَانَ عَرْشُهُ عَلى المَاءِ ، ثُمَّ خَلقَ السَّمَأوَاتِ وَالأرْض ، وَكَتَبَ فِي الذِّكْرِ كُل شَيْءٍ»وهذا الترتيب لوجود المخلوقات في متوالية مستمرة غير متناهية من الأزل والأبد يسمى في باب العقيدة بالتسلسل ومعتقد السلف وأهل السنة والجماعة أن التسلسل في الأزل جائز ممكن ولا يلزم من ذلك أن الخلق يشارك الله في الأزلية والأولية

## في القرآن الكريم
سمى الله نفسه الأول على سبيل الإطلاق مرادًا به العلمية ودالًا على كمال الوصفية في نص واحد من النصوص القرآنية، قال تعالى: ﴿هُوَ الْأَوَّلُ وَالْآخِرُ وَالظَّاهِرُ وَالْبَاطِنُ وَهُوَ بِكُلِّ شَيْءٍ عَلِيمٌ ۝٣﴾ سورة الحديد:3

## في السنة النبوية
كان التابعيُّ سهيلُ بن أبي صالحٍ يقول:
| الأول (أسماء الله الحسنى) | كانَ أَبُو صَالِحٍ يَأْمُرُنَا، إذَا أَرَادَ أَحَدُنَا أَنْ يَنَامَ، أَنْ يَضْطَجِعَ علَى شِقِّهِ الأيْمَنِ، ثُمَّ يقولُ: اللَّهُمَّ رَبَّ السَّمَوَاتِ وَرَبَّ الأرْضِ وَرَبَّ العَرْشِ العَظِيمِ، رَبَّنَا وَرَبَّ كُلِّ شيءٍ، فَالِقَ الحَبِّ وَالنَّوَى، وَمُنْزِلَ التَّوْرَاةِ وَالإِنْجِيلِ وَالْفُرْقَانِ، أَعُوذُ بكَ مِن شَرِّ كُلِّ شيءٍ أَنْتَ آخِذٌ بنَاصِيَتِهِ، اللَّهُمَّ أَنْتَ الأوَّلُ فليسَ قَبْلَكَ شيءٌ، وَأَنْتَ الآخِرُ فليسَ بَعْدَكَ شيءٌ، وَأَنْتَ الظَّاهِرُ فليسَ فَوْقَكَ شيءٌ، وَأَنْتَ البَاطِنُ فليسَ دُونَكَ شيءٌ، اقْضِ عَنَّا الدَّيْنَ، وَأَغْنِنَا مِنَ الفَقْرِ. وَكانَ يَرْوِي ذلكَ عن أَبِي هُرَيْرَةَ، عَنِ النبيِّ صَلَّى اللَّهُ عليه وَسَلَّمَ | الأول (أسماء الله الحسنى) |

## الأقوال في معناه

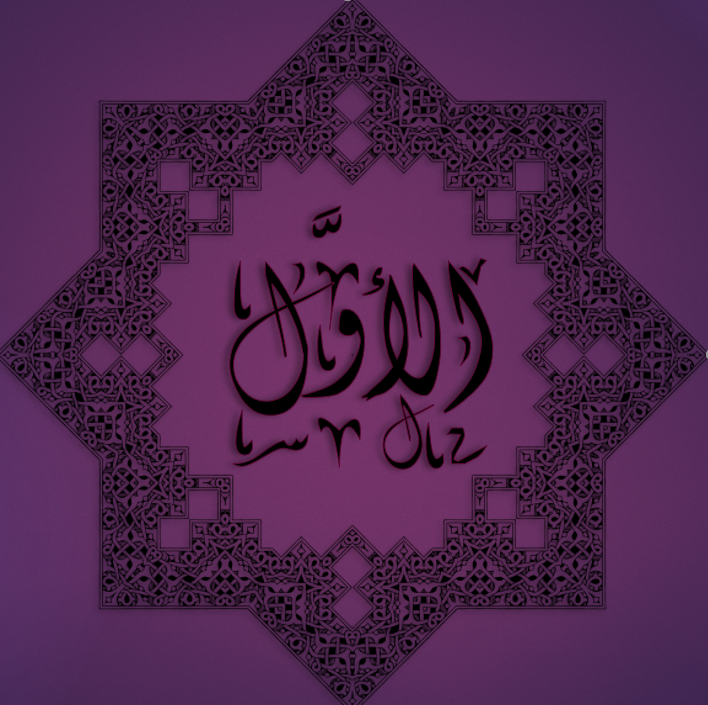
اسم الله الأول مكتوب بخط مزخرف

- قال ابن جرير الطبري:[5] «هو الأول قبل كل شيء بغير حد، والآخرالآخر بعد كل شيء بغير نهاية، وإنما قيل ذلك كذلك، لأنه كان ولا شيء موجودًا سواه، وهو كائن بعد فناء الأشياء كلها، كما قال جل ثناؤه ﴿كُلُّ شَيْءٍ هَالِكٌ إِلَّا وَجْهَهُ﴾ سورة القصص:88»
- قال الزجاج:[6] «الأول هو موضوع التقدم والسبق. ومعنى وصفنا الله تعالى بأنه أول: هو متقدم للحوادث بأوقات لا نهاية لها، فالأشياء كلها وجدت بعده، وقد سبقها كلها، وكان رسول الله ﷺ يقول في دعائه: «أنت الأول فليس قبلك شيء، وأنت الآخر فليس بعدك شيء»»
- قال الخطابي:[7] «الأول هو السابق للأشياء كلها، الكائن الذي لم يزل قبل وجود الخلق، فاستحق الأولية إذ كان موجوداً ولا شيء قبله ولا معه.»
- قال الحليمي:[8] «الأول: الذي لا قبل له، والآخر هو الذي لا بعد له، وهذا لأن (قبل وبعد) نهايتان، فقبل نهاية الموجود من قبل ابتدائه، وبعد غايته من قبل انتهائه، فإذا لم يكن له ابتداء ولا انتهاء لم يكن للموجود قبل ولا بعد، فكان هو الأول والآخر»
- قال البيهقي:[9] «الأول هو الذي لا ابتداء لوجوده»
- قال السعدي:[10] «فالأول: يدل على أن كل ما سواه حادث كائن بعد أن لم يكن، ويوجب للعبد أن يلحظ فضل ربه في كل نعمة دينية أو دنيوية، إذ السبب والمسبب منه تعالى»

## معنى اسم الله الأول
في اللغة الأول على وزن أفعل، تأسيس فعله من همزة وواو ولام، آل يؤول أوْلا وقد قيل من واوين ولام، والأول أفصح وهو في اللغة صفة مشبهة للموصوف بالأولية وهو الذي يترتب عليه غيره، والأولية أيضا الرجوع إلى أول الشيء ومبدؤه أو مصدره وأصله، ويستعمل الأول للمتقدم بالزمان كقولك عبد الملك أولا ثم المنصور، والمتقدم بالرياسة في الشيء وكون غيره محتذيا به نحو الأمير أولا ثم الوزير والمتقدم بالنظام الصناعي نحو أن يقال: الأساس أولا ثم البناء .
والأول سبحانه هو الذي لم يسبقه في الوجود شيء، وهو الذي علا بذاته وشأنه فوق كل شيء، وهو الذي لا يحتاج إلى غيره في شيء، وهو المستغني بنفسه عن كل شيء، فالأول اسم دل على وصف الأولية، وأولية الله تقدمه على كل من سواه في الزمان، فهي بمعنى القَبلية خلاف البعدية، أو التقدم خلاف التأخر، وهذه أولية زمانية، ومن الأولية أيضا تقدمه سبحانه على غيره تقدما مطلقا في كل وصف كمال وهذا معنى الكمال في الذات والصفات في مقابل العجز والقصور لغيره من المخلوقات فلا يدانيه ولا يساويه أحد من خلقه لأنه سبحانه منفرد بذاته ووصفه وفعله، فالأول هو المتصف بالأولية، والأولية وصف لله وليست لأحد سواه

## التعبد باسم الله الأول
يذكر ابن القيم أن التعبد لله باسمه الأول له رتبتان:
الرتبة الأولى: أن تشهد الأولية منه - سبحانه وتعالى - في كل شيء والرتبة الأخرى: أن يعامل كل اسم بمقتضاه، فيعامل سبقه تعالى بأوليته لكل شيء وسبقه بفضله وإحسانه الأسباب كلها بما يقتضيه ذلك من أفراده، وعدم الالتفات إلى غيره، أو الوثوق بسواه أو التوكل عليه وفي قول الله تعالى ﴿هُوَ الْأَوَّلُ وَالْآخِرُ وَالظَّاهِرُ وَالْبَاطِنُ وَهُوَ بِكُلِّ شَيْءٍ عَلِيمٌ ۝٣﴾ [الحديد:3] ذكر ابن القيم رحمه الله أن معرفة الأسماء الأربعة التي تقدمت وهي الأول والآخر والظاهر والباطن هي أركان العلم والمعرفة، فحقيق بالعبد أن يبلغ في معرفتها إلى حيث ينتهي به قواه وفهمه، فالعبد له أول وآخر وظاهر وباطن، بل كل شيء له أول وآخر وظاهر وباطن، حتى الخطرة واللحظة والنفس وأدنى من ذلك وأكثر، فأولية الله عز وجل سابقة على أولية كل ما سواه، وآخريته ثابتة بعد آخرية كل ما سواه، فأوليته سبقه لكل شيء، وآخريته بقاؤه بعد كل شيء.
ويظهر أثر التعبد لله بإسمه الأول في سلوكية العبد من خلال طلب الأسبقية في التزام الأمر، ومحبة الأولية في طلب الخير والحرص على المزيد من الأجر من سلوكه هذا ليكون كما وصف الله عباده الموحدين في قوله: ﴿أُولَئِكَ يُسَارِعُونَ فِي الْخَيْرَاتِ وَهُمْ لَهَا سَابِقُونَ ۝٦١﴾ المؤمنون:61

كذلك يكون توحيد العبد لله في اسمه الأول يظهر عند مداومته على الصلاة في أول الوقت، عملا بقول النبي محمد ﷺ: «الصَّلاَةُ لوَقْتِهَا»، وكذلك حرصه على الصف الأول ومسابقة الآخرين إليه 
روي عن أَبِي هريرة  أن رسول الله ﷺ قال:  في صحيح البخاري: 
| الأول (أسماء الله الحسنى) | لوْ يَعْلمُ النَّاسُ مَا فِي النِّدَاءِ وَالصَّفِّ الأَوَّل ثُمَّ لمْ يَجِدُوا إِلاَّ أَنْ يَسْتَهِمُوا عَليْهِ لاَسْتَهَمُوا، وَلوْ يَعْلمُونَ مَا فِي التَّهْجِيرِ لاَسْتَبَقُوا إِليْهِ، وَلوْ يَعْلمُونَ مَا فِي العَتَمَةِ وَالصُّبْحِ لأَتَوْهُمَا وَلوْ حَبْوًا | الأول (أسماء الله الحسنى) |

 وممن عُبِّدَ لله بإضافته لهذا الاسم الإمام أبو الوقت عبد الأول بن عيسى، قال محمد بن طاهر القيسراني في وفيات سنة ثلاث وخمسين وخمسمائة: «وفيها مات مسند زمانه الإمام أبو الوقت عبد الأول بن عيسى بن شعيب السجزي ببغداد عن خمس وتسعين سنة»

## وصلات خارجية
- أسماء الله الحسنى الثابتة في الكتاب والسنة